# Leptophobia eucosma
Leptophobia eucosma is een vlindersoort uit de familie van de Pieridae (witjes), onderfamilie Pierinae.
Leptophobia eucosma werd in 1875 beschreven door Erschoff.